# Sonic Team
Sonic Team (ソニックチーム Sonikku Chīmu?) är ett japanskt spelutvecklingsföretag grundat 1990 i Ōta, Tokyo. Sonic Team är främst känt för spelserien Sonic the Hedgehog, och antingen utvecklar eller kontrollerar alla produkter inom serien.